# Humberto Vargas Carbonell
Humberto Vargas Carbonell (San José, 6 de junio de 1933) es un abogado, sociólogo y político costarricense. Secretario general del partido comunista histórico Vanguardia Popular, fue dos veces diputado de la República, dirigente social y militante de izquierda revolucionaria desde su adolescencia. También fue candidato presidencial por la coalición de extrema izquierda Izquierda Unida en las elecciones presidenciales de 2006.

## Biografía
Vargas nació en San José, el 6 de junio de 1933 y vivió en el barrio de Plaza Víquez hijo de un obrero ferroviario. Su abuela fue la fundadora del primer sindicato textilero costarricense y según afirma era común en su hogar el discutir ideas comunistas. Estudió en el Liceo de Costa Rica donde fue compañero de estudios de otros futuros políticos como Carlos Castillo Morales y Bernal Jiménez Monge (ambos futuros diputados por el Partido Liberación Nacional y ambos futuros presidentes del comité ejecutivo de este partido). Cursó estudios superiores en la Universidad de Costa Rica y en la Academia de Ciencias de la Unión Soviética. Militó en el Partido Comunista Costarricense (luego llamado Vanguardia Popular) casi toda su vida al lado del líder histórico de ésta, el Benemérito de la Patria Manuel Mora Valverde, incluso después de la Guerra Civil de 1948 tras la cual el Partido Comunista sería ilegalizado y se prohibiera con penas de cárcel la creación y militancia en partidos de izquierda. No obstante Vanguardia Popular logró reinscribirse en 1975 tras una serie de reformas electorales que permitieron su legalización. Aun así en los años ochenta se produciría el cisma más grande en la izquierda costarricense tras disputas entre Manuel Mora Valverde y Arnoldo Ferreto Segura. Mora era más partidario de una política de izquierda democrática y de realizar reformas socialistas por medios pacíficos y electorales en democracia, mientras Ferreto por el contrario abogaba por mantener el partido en posturas de izquierda revolucionaria y la consecuencia ideológica con el marxismo-leninismo. Vargas siempre optó por colocarse del lado de Ferreto. Esto provocó la división de Vanguardia Popular y la salida de Mora quien primero trataría de mantener el derecho legal sobre el nombre Vanguardia Popular y, al no poder hacerlo, fundaría el Partido del Pueblo Costarricense.
Fue candidato presidencial por Izquierda Unida en las elecciones de 2006 siendo uno de los candidatos menos votados (penúltimo lugar).
Vargas está casado con Pilar Corrales, tiene cinco hijos y doce nietos, uno de sus hijos, Humberto Vargas Corrales, es militante del conservador Partido Unidad Social Cristiana e incluso fue su candidato a primer vicepresidente de la República en las elecciones de 2010.